# Jean-Baptiste-Alexandre-Marie Somis
Pour les articles homonymes, voir Somis.
Jean-Baptiste-Alexandre-Marie Somis (26 février 1763, Turin - 15 octobre 1806), est un magistrat et homme politique du premier Empire.

## Biographie
Fils d'Ignace Somis, médecin, et de Rose Tempia, il fut juge à la cour d'appel de Turin en 1804 et fut élu, le 2 mai 1809, par le Sénat conservateur, député du département de la Doire au Corps législatif. Il en sortit en 1813; il avait été nommé conseiller à la cour impériale de Turin le 10 juin 1811.